# António Mendes Bello
António Mendes Bello (18. června 1842 Gouveia – 5. srpna 1929 Lisabon) byl portugalský katolický kněz, patriarcha lisabonský a člen kolegia kardinálů.
V roce 1860 obdržel nižší svěcení a od roku 1865 byl knězem. Získal licenciát v oboru kanonického práva na Univerzitě v Coimbře, pak vyučoval teologii na semináři v Pinhelu a byl generálním vikářem ve Funchalu. V březnu 1884 se stal titulárním biskupem v Mytiléně a pomocným biskupem v Lisabonu a v listopadu téhož roku arcibiskupem ad personam Diecéze Faro. Od roku 1907 byl třináctým lisabonským patriarchou jako D. António I. 
Při konzistoři v roce 1911 ho Pius X. jmenoval kardinálem, zpočátku in pectore kvůli napjaté situaci v Portugalsku po revoluci. K oficiálnímu jmenování došlo v květnu 1914 po narovnání vztahů mezi církví a portugalským státem. Jeho titulárním kostelem byl Kostel svatých Marcelína a Petra v Lateránu. Účastnil se konkláve v letech 1914 a 1922.
Byl přijat do Lisabonské akademie věd a vyznamenán Řádem neposkvrněného početí Panny Marie z Vila Viçosa. Zemřel v 87 letech a je pohřben v Panteonu lisabonských patriarchů v klášteře São Vicente de Fora.